# Catherine Duchemin (peintre)
Pour les articles homonymes, voir Catherine Duchemin et Girardon.
Catherine Duchemin, devenue après son mariage Catherine Girardon, est une artiste peintre française, première femme admise à l'Académie royale de peinture et de sculpture, née à Paris le 12 novembre 1630 et morte le 21 septembre 1698 dans la même ville.

## Biographie
Catherine Duchemin naît à Paris le 12 novembre 1630, la fille de Jacques Duchemin, maître sculpteur, et d'Élisabeth Hubault
Elle épouse le sculpteur François Girardon (1628-1715) le 23 octobre 1657, avec lequel elle a plusieurs enfants,.
Elle est la première femme reçue à l'Académie royale de peinture et de sculpture le 14 avril 1663, soit quinze ans après sa création officielle, en tant que peintre de fleurs, avec comme morceau de réception Un panier de fleurs posé sur une table,,.
Lors de sa mort en 1698, elle est inhumée dans l'église Saint-Landry, aujourd'hui détruite, où son mari lui fait construire un monument d'après ses propres modèles. On trouve un fragment de ce monument, objet classé au titre des monuments historiques depuis 1905, dans l'église Sainte-Marguerite.

« Le sarcophage porte un grand rocher de marbre blanc, sur lequel est couché un Christ mort, enveloppé
d'un linceul ; du milieu du rocher s'élève une grande croix drapée par un voile agité de vent, et au pied de laquelle est à genoux une Mère de douleur déplorant la perte de son fils. (...) [un Ange enfant] pleure en considérant les clous qui ont percé les mains de Jésus. Un groupe d'Anges enfans volent auprès du Christ et gémissent de sa situation. Un autre groupe de deux enfans vole en l'air; ils semblent adorer la croix. Toutes ces figures sont de marbre blanc, grandeur naturelle, et remplies d'expression et posées sur un fond immense en marbre de Languedoc encadré par du marbre de Flandre noir. Ce superbe tombeau, que Girardon a fait élever en l'honneur de son épouse, a été exécuté, d'après ses dessins et modèles, par Nourisson et Le Lorrain, ses élèves »

— État des objets d'art placés dans les monuments de Paris, Revue de l'art français ancien et moderne 1890.

## Œuvres

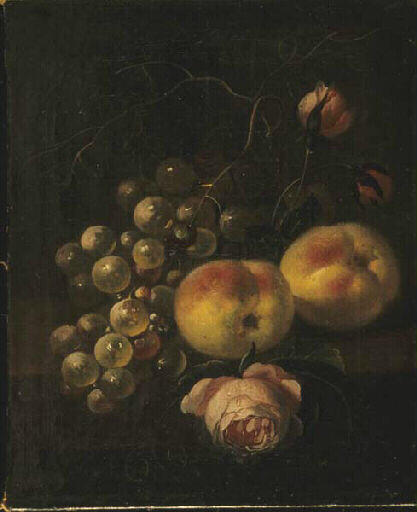
Nature morte, musée des beaux-arts de Chambéry[10].
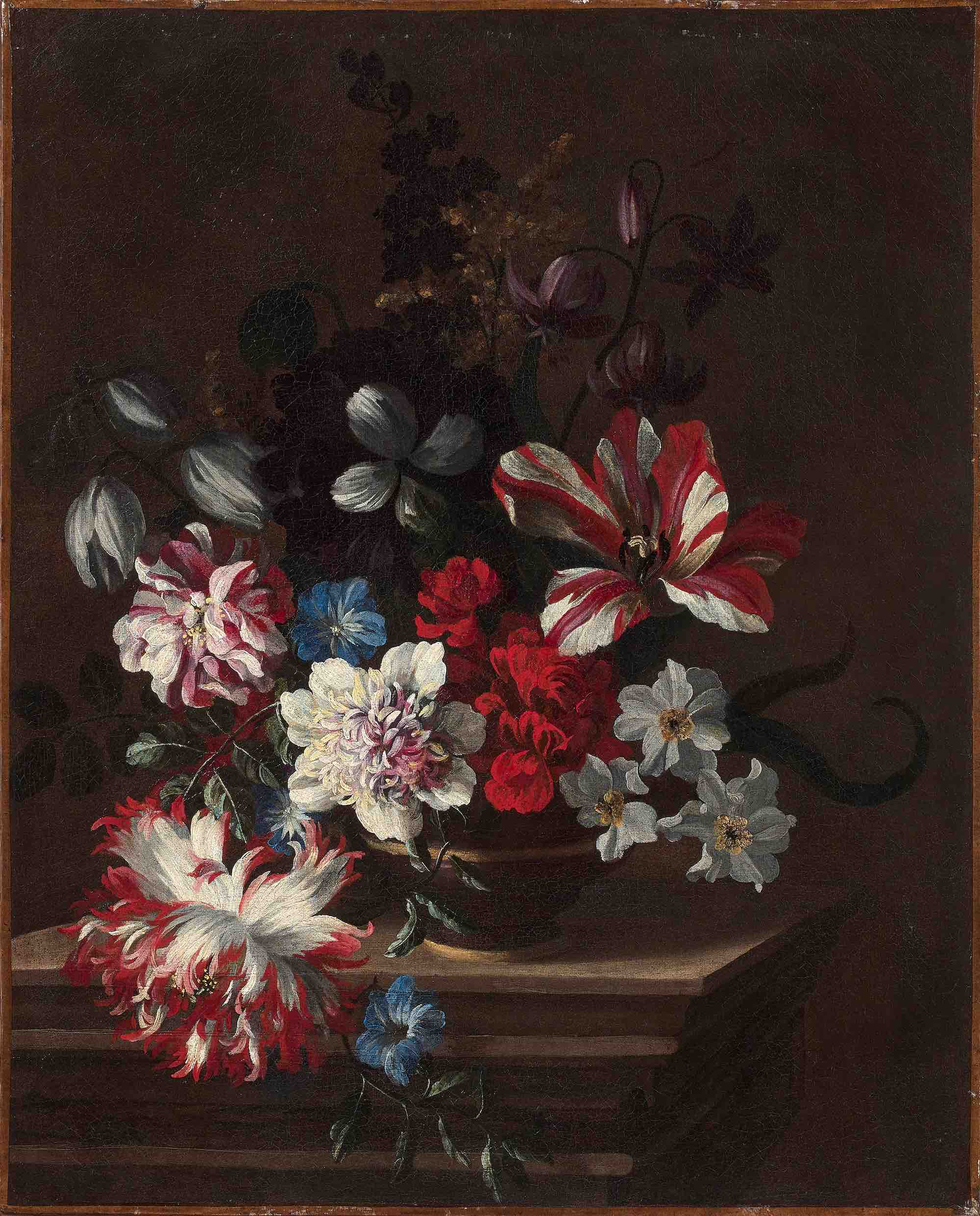
Attribué à Catherine Girardon, Vase de fleurs sur un entablement[11].
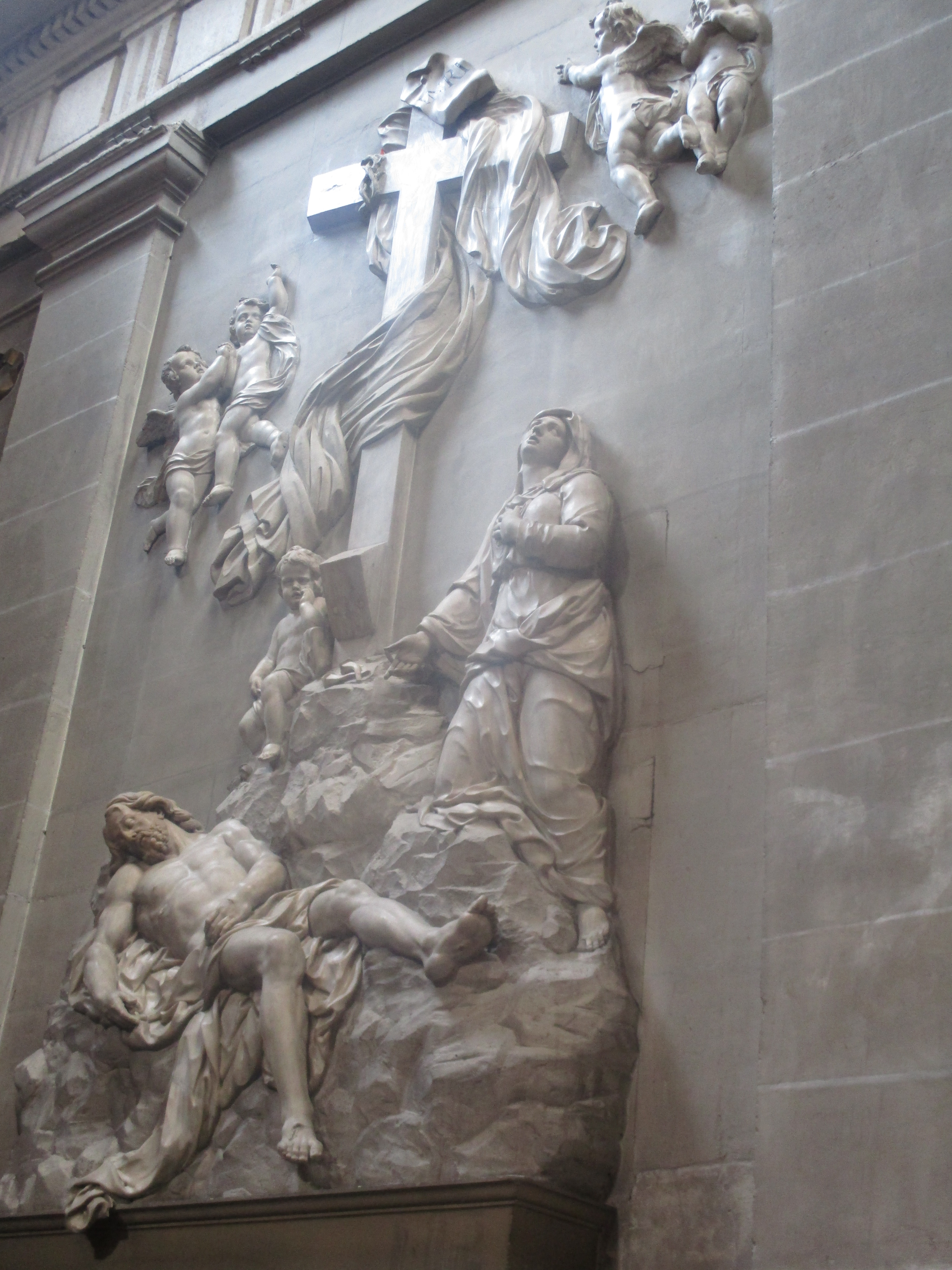
Fragment du monument funéraire de Catherine Girardon dans l'église Sainte-Marguerite.